# 미즈오 펙
미즈오 펙(Mizuo Peck, 1977년 8월 18일 ~ )은 미국의 배우이다.

## 출연 작품
- 박물관이 살아있다 : 비밀의 무덤 (2014)
- 온리 포 유 (2013)
- 박물관이 살아있다 2 (2009)
- 박물관이 살아있다! (2006)
- 범죄의 향기 (2001)